# Buakaw Banchamek
Buakaw Banchamek, (tidigare kallad Buakaw Por. Pramuk, thai: บัวขาว ป.ประมุข) född 8 maj 1982, är en thailändsk kampsportsutövare med rötterna i thaiboxning. Han har även tävlat i K-1 och shooto.

## Tävlingsfacit

### Thaiboxning
Uppdaterat per All Star Fight 8 (2019-03-09)
| Matcher    | Vunna | Förlorade |
| ---------- | ----- | --------- |
| Totalt     | 238   | 24        |
| Via KO/TKO | 72    | 1         |
| Oavgjorda  | 12    | 12        |